# Académie militaire de l'État-major général des forces armées de la fédération de Russie

Drapeau officiel de l'Académie.

L'Académie militaire de l'État-major général des forces armées de la fédération de Russie (russe : Военная академия Генерального штаба Вооруженных сил Российской Федерации) est l'école militaire supérieure des forces armées russes.
L'académie est située à Moscou, au 14 rue Kholzounova Lane. Elle est fondée en 1936 en tant qu'institution soviétique, basée sur des cours de commandement supérieur de l'Académie militaire Frounze, elle-même fondée en 1918. Une ancienne académie d'état-major existe depuis la période impériale, ouverte en 1832.
Les étudiants étaient, et sont probablement encore, admis à l'Académie avec les rangs de lieutenant-colonel, colonel et major général (une étoile). La plupart étaient des colonels ou des généraux nouvellement promus. Les agents sont admis (en règle générale) à la fin de la trentaine. Les officiers sélectionnés pour cette académie auraient d'abord fréquenté l'académie de service ou de branche appropriée (voir Académies militaires en Russie (en)). Les diplômés qui n'étaient pas déjà généraux ou amiraux étaient généralement promus à ce grade peu de temps après avoir terminé le cursus. La durée de l'académie s'étale sur deux années, contrairement aux trois ans des écoles supérieures d'enseignement militaire classiques.
Les professeurs et les étudiants de l'Académie d'état-major général ont participé à des débats sur la restructuration militaire soviétique au cours des dernières années de l'URSS. Ils se sont associés aux efforts de réforme militaire du major Vladimir Lopatine tout en apportant des suggestions spécifiques pour des réductions profondes des forces.
Depuis le 22 novembre 2017, le colonel général Vladimir Zaroudnitski (en) est le directeur de l'académie.

## Histoire

### Contexte
L'existence d'une académie d'état-major général pour l'armée russe remonte à la période impériale, avec la fondation de l'Académie militaire impériale à Saint-Pétersbourg en 1832, pour son ouverture officielle le 8 décembre. En 1855, elle est rebaptisée académie militaire de l’état-major général de Nicolas (Николаевская академия Генерального штаба) en souvenir de Nicolas Ier de Russie, décédé cette année-là. D'autres changements de nom suivront en 1909, 1910 et 1917. Après les révolutions russes, l'académie militaire Nicolas se rallia aux Armées blanches, étant évacuée vers le territoire détenu par l'amiral Alexander Koltchak. Avec la défaite de la cause blanche dans la guerre civile russe, l'académie cesse d'exister en 1921, avec sa remise des diplômes finale tenue à Vladivostok à la fin de cette année.
Entre-temps, une nouvelle académie avait été créée par l'Armée rouge, à la lumière de ses premières expériences au cours des premières étapes de la guerre civile, qui avaient démontré l'inopportunité de confier les commandes sur le champ de bataille à d'anciens ouvriers et soldats ayant peu d'expérience de la tactique militaire. Le 7 octobre 1918, le Conseil militaire révolutionnaire ordonne la fondation de l'Académie d'état-major général de l'Armée rouge, basée à Moscou. Le premier groupe d'étudiants (au nombre de 183) rejoint l'école le 25 novembre 1918, pour une ouverture officielle le 8 décembre. En août 1921, elle devient l'Académie militaire de l'Armée rouge, avec pour objectif la formation du personnel à la guerre tactique. Des cours supplémentaires de neuf mois sont créés pour fournir une formation au commandement opérationnel et stratégique, appelés cours universitaires militaires supérieurs, qui à partir de 1931, s'étaleront sur un an dans le cadre de la faculté des opérations de l'académie. Ces cours deviendront la base de la création d'un nouvel État-major général des forces armées soviétiques, et en 1936 une nouvelle école militaire est créée, distincte de l'Académie militaire Frounze, connue sous le nom d'Académie militaire de l'Armée rouge depuis 1925,.

### Académie d'état-major soviétique
L'académie forme un grand nombre de commandants supérieurs et d'officiers d'état-major avant et pendant la Seconde Guerre mondiale. À partir de 1941, elle devient l'Académie militaire Vorochilov de l'état-major général de l'Armée rouge et, en avril 1942, elle est nommée Académie militaire supérieure Vorochilov, puis en 1958, Académie militaire de l'état-major général des forces armées de l'URSS. Elle deviendra l'Académie militaire Vorochilov de l'état-major général des forces armées soviétiques en 1969.

### Académie d'état-major russe
Avec la dissolution de l'Union soviétique en 1991, l'académie devient une partie des forces armées russes et, depuis 1992, elle est connue sous le nom d'Académie militaire de l'état-major général des forces armées de la fédération de Russie.

## Décorations
- Ordre de Koutouzov (2015)[5]
- Ordre de Lénine (1968)
- Ordre du Drapeau rouge (1986)
- Ordre de Souvorov de 1re classe (1945)
- Ordre du Drapeau rouge (Tchécoslovaquie, 1967)
- Ordre de Scharnhorst (RDA, 1969)
- Ordre de la Bannière du Travail (Pologne, 1973)
- Ordre de la République populaire de Bulgarie (NRB, 1974)
- Ordre du Drapeau rouge (République populaire de Hongrie, 1975)
- Ordre de Sukhe Bator (République populaire mongole, 1976)
- Ordre d'Antonio Maceo (Cuba, 1982)
- Ordre de Hô Chi Minh (Viêt Nam, 1986)

## Enseignants notables
- Fiodor Kouznetsov - Commandant de l'Académie (1942-1943), colonel général
- Matveï Zakharov - Commandant de l'Académie (1945-1949 et 1963-1964), maréchal de l'Union soviétique
- Dmitry Karbychev - Docteur en sciences militaires, professeur
- Grigori Lavrik - Docteur en sciences militaires, professeur[6]
- Valentin Rog - Docteur en sciences militaires, professeur, général de division de l'aviation[7]
- Ivan Timokhovitch (en) - Docteur en sciences historiques, professeur, général de division de l'aviation

## Élèves étrangers notables
- Beqir Balluku (en), ancien ministre albanais de la Défense
- Teme Sejko (en), contre-amiral albanais et commandant de la marine albanaise (en) dans les années 1950
- Sherali Mirzo (en), ministre tadjik de la Défense
- Saken Zhasuzakov (en), ancien ministre de la Défense du Kazakhstan
- Taalaibek Omuraliev (en), ministre kirghize de la Défense
- Aleksi Inauri (en), président du KGB géorgien
- Horst Stechbarth, vice-ministre de la Défense de la RDA
- Mai Xuân Vĩnh (vi), vice-amiral vietnamien et chef de la marine populaire vietnamienne[8]
- Hmayak Babayan (en), général de division de l'Armée rouge arménienne et héros de l'Union soviétique
- Sergueï Tchemezov, PDG de Rostec Corporation
- Yordan Milanov (en), major-général de l'armée de l'air bulgare
- Georgij Alafuzoff (en), ancien chef du service de renseignement militaire finlandais, ainsi qu'ancien directeur de la direction du renseignement de l'état-major de l'Union européenne
- Sedrak Saroyan (en), général arménien et député

## Directeurs
- Anton Klimovitch, 1918 - 1919.
- Andreï Snessarev, 1919 - 1921.

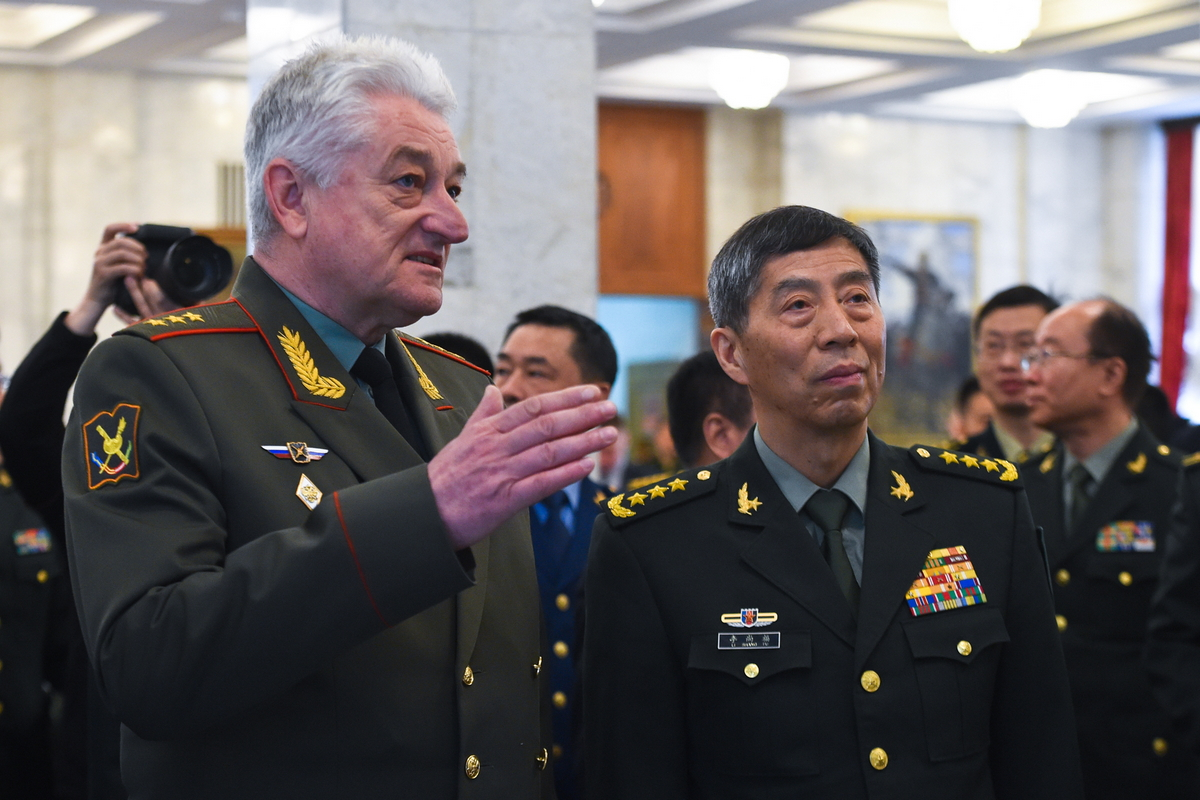
Le colonel général avec le ministre chinois de la Défense, le général Li Shangfu, le 17 avril 2023.

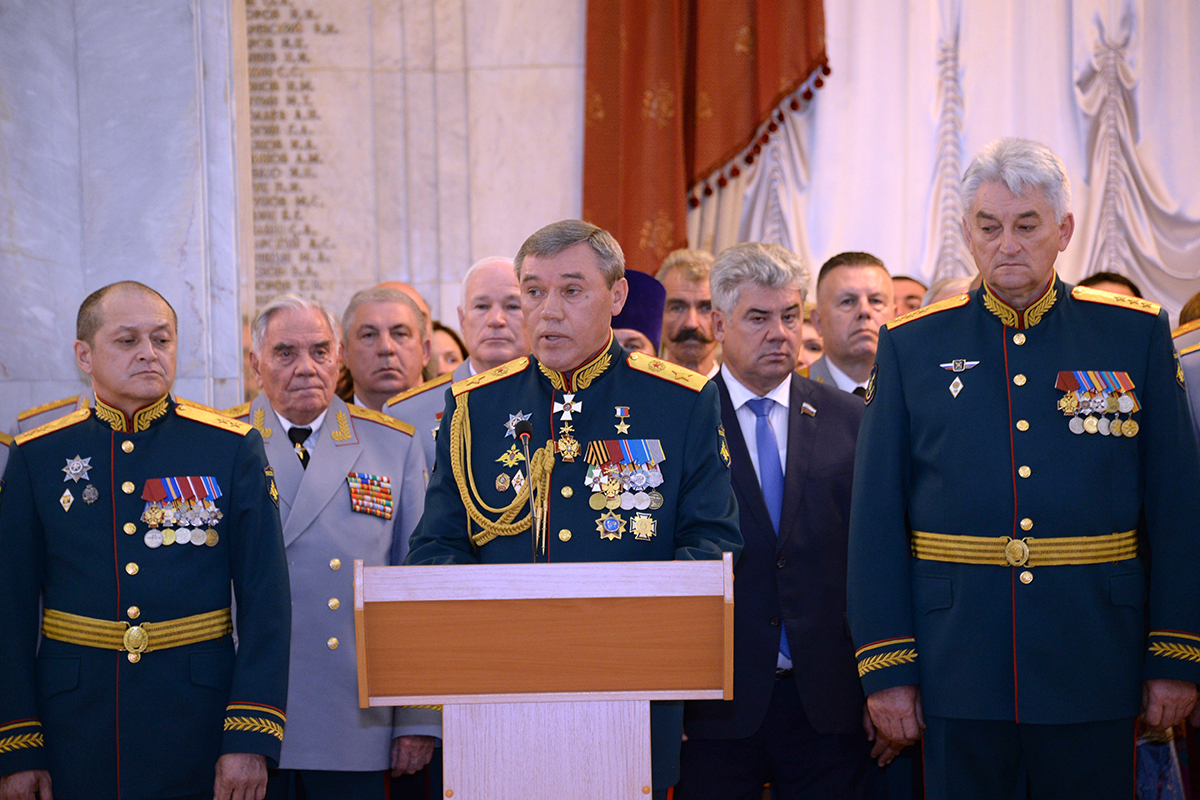
2018, remise de diplômes avec la présence Alexeï Kim, Valeri Guerassimov et Vladimir Zaroudnitski de gauche à droite, Viktor Bondarev en civil au second plan.

- Komdiv (en) Dmitri Koutchinskiy (1936-1937)
- Kombrig (en) Ivan Chliomine (en) (1937-1940)
- Lieutenant général Fiodor Kouznetsov (juillet-août 1940)
- Lieutenant général Vassili Mordvinov (1940-1941)
- Lieutenant général Evgueni Chilovski (1941-1942)
- Colonel général Fiodor Kouznetsov (1942-1943)
- Maréchal de l'Union soviétique Boris Chapochnikov (1943-1945)
- Lieutenant-général Vassili Mordvinov (mars-novembre 1945)
- Général d'armée Matveï Zakharov (1945-1949)
- Général d'armée Vladimir Kourassov (1946-1956)
- Maréchal de l'Union soviétique Hovhannes Bagramian (1956-1958)
- Général d'armée Guerman Malandine (1958-1961)
- Général d'armée Vladimir Kourassov (1961-1963)
- Maréchal de l'Union soviétique Matveï Zakharov (1963-1965)
- Général d'armée Vladimir Ivanov (1965-1968)
- Général d'armée Semion Ivanov (en) (1968-1973)
- Général d'armée Ivan Chavrov (1973-1979)
- Général d'armée Mikhaïl Kozlov (1979-1986)
- Général d'armée Grigori Salmonov (1986-1989)
- Colonel-général Igor Rodionov (1989-1996)
- Colonel-général Valeri Tretiakov (en) (1996-1999)
- Colonel-général Viktor Tchetchevatov (1999-2005)
- Général d'armée Ivan Efremov (en) (2005-2007)[9]
- Général d'armée Alexandre Beloussov (2007-2009)
- Général d'armée Vladimir Yakovlev (2009-2012)
- Lieutenant-général de réserve Andreï Tretiak (2012-2013)
- Colonel général de réserve Sergueï Makarov (2013-2016)
- Lieutenant-général Sergueï Kouralenko (2016-2017)
- Colonel général Vladimir Zaroudnitski (en) (depuis 2017)

## Galerie

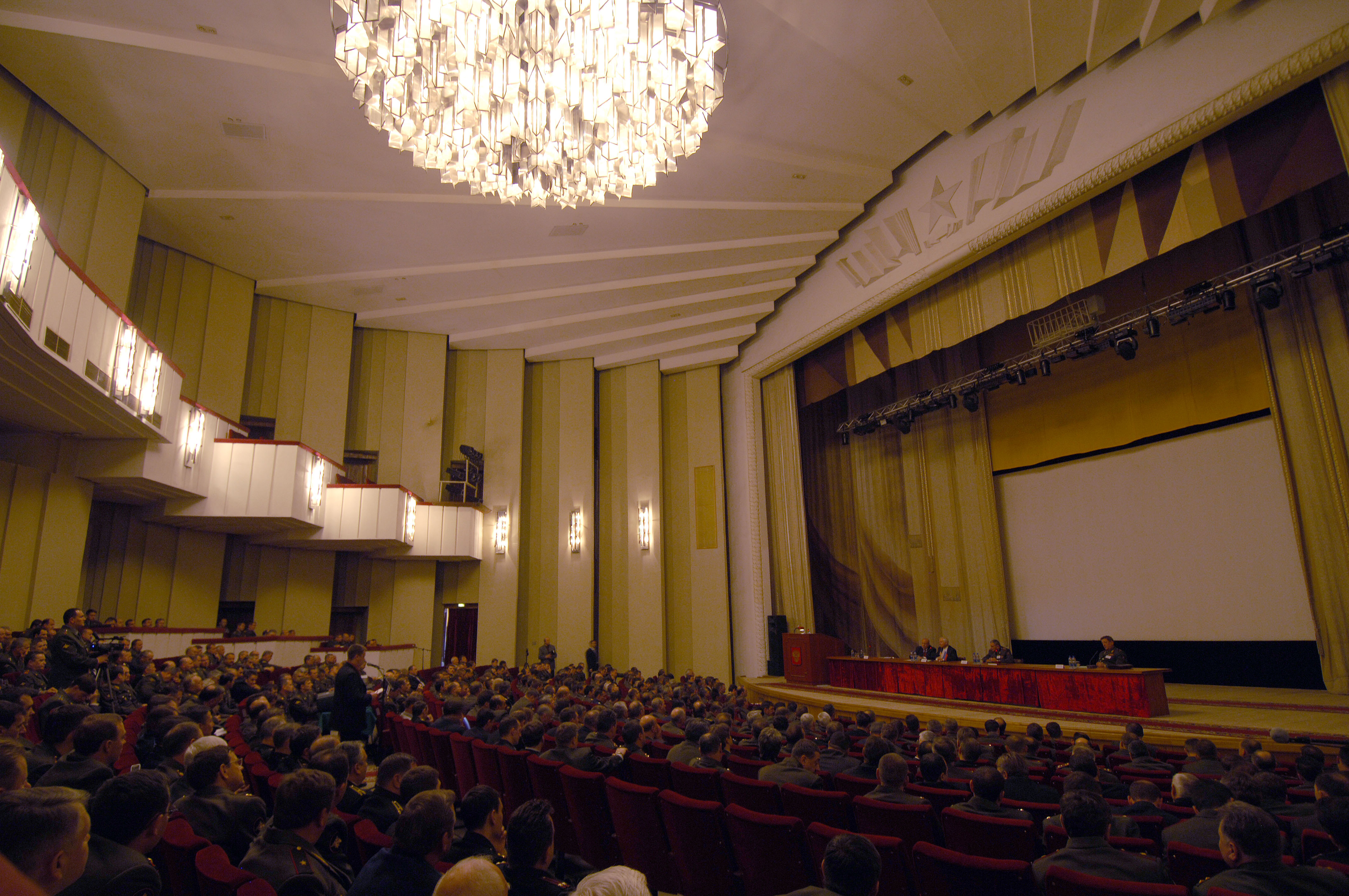
Salle d'assemblée de l'académie.
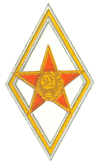
Insigne d'études supérieures jusqu'en 1992.
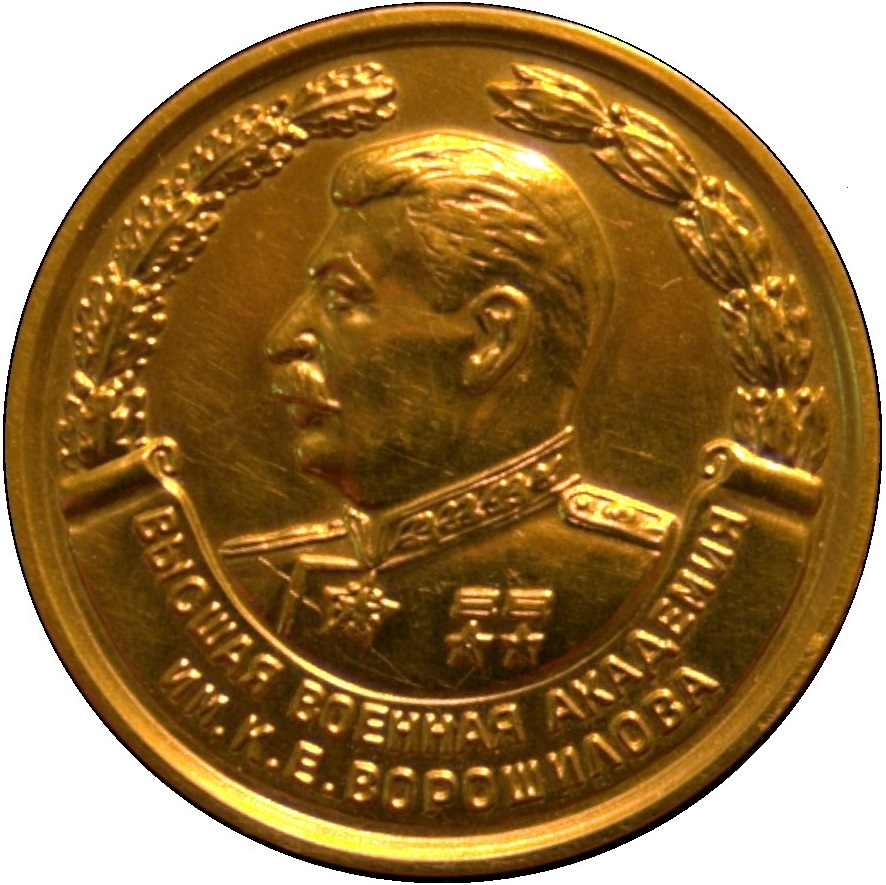
Médaille d'or des excellents diplômés en 1950.
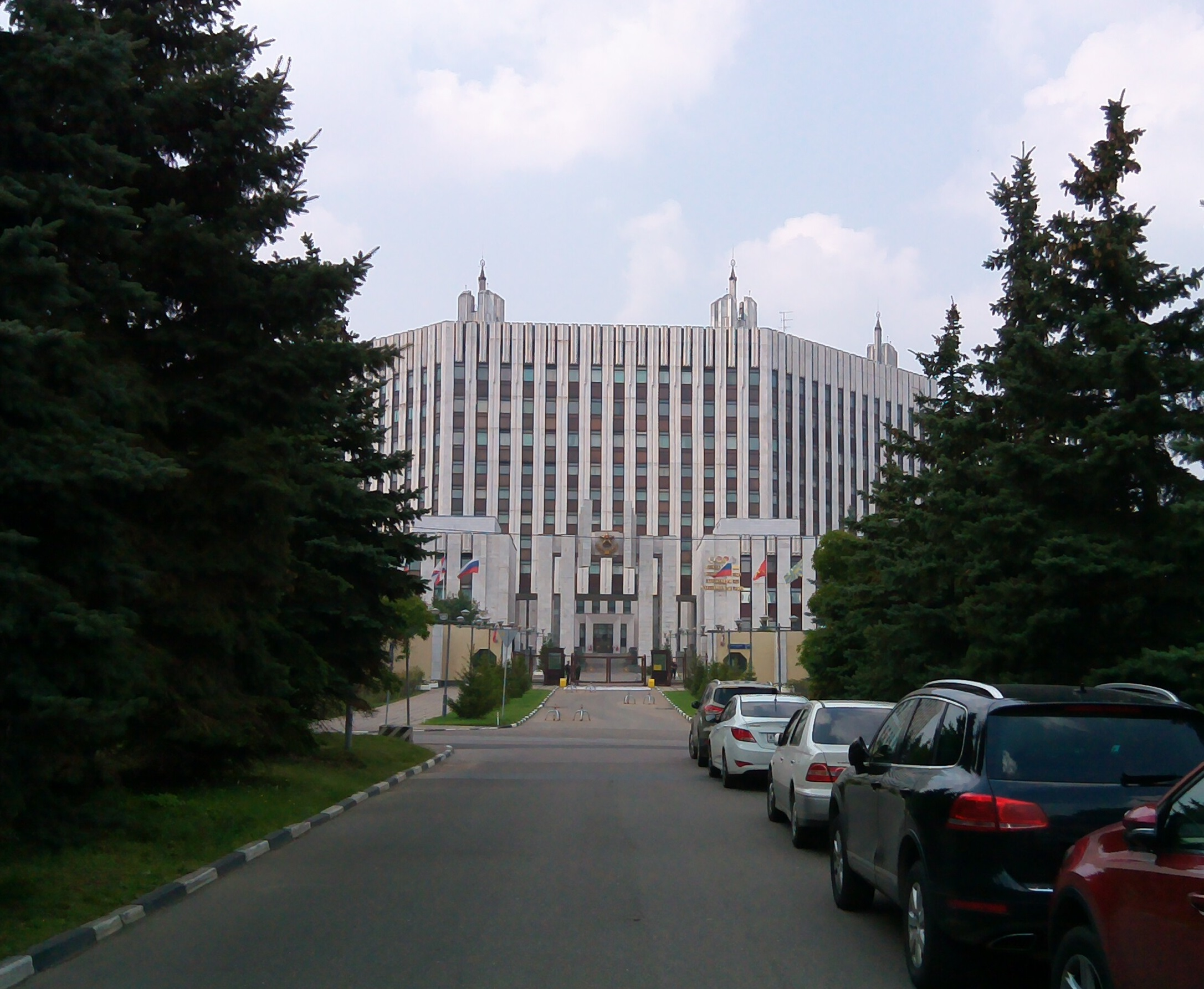
L'Académie vue de la rue.